# قرار مجلس الأمن التابع للأمم المتحدة رقم 538
قرار مجلس الأمن التابع للأمم المتحدة رقم 538، الذي اعتمد في 18 أكتوبر 1983، بعد أن استذكر القرارات 425 (1978)، 426 (1978)، 508 (1982)، 509 (1982) و520 (1982)، وكذلك دراسة تقرير الأمين العام عن قوة الأمم المتحدة المؤقتة في لبنان (يونيفيل)، قرر المجلس تمديد ولاية القوة لمدة ستة أشهر أخرى حتى 19 أبريل 1984.
ثم طلب المجلس إلى الأمين العام أن يقدم تقريرًا عن التقدم المحرز فيما يتعلق بتنفيذ القرار.
واعتمد القرار 538 بأغلبية 13 صوتًا مقابل لا شيء، مع امتناع عضوين عن التصويت من جمهورية بولندا الشعبية و‌الاتحاد السوفيتي.